# Speak & Spell
Speak and Spell je první album skupiny Depeche Mode. Bylo vydáno 5. října 1981. Toto je jediné album, na kterém spolupracoval Vince Clarke (složil také většinu písní), předtím než opustil skupinu, aby se mohl realizovat v jiných skupinách (např. Yazoo a Erasure). Charakterizuje ho mnohem lehčí new romantic styl (na rozdíl od stále se ztemňující hudby Depeche Mode v následujících letech). To bylo způsobeno hlavně skládáním písní Vincem Clarkem, který měl být již brzy nahrazen Alanem Wilderem.

## Seznam skladeb
Všechny skladby složil Vince Clarke, pokud není uvedeno jinak.

### LPvUK
| Pořadí | Název                       | Autor       | Délka |
| ------ | --------------------------- | ----------- | ----- |
| 1.     | New Life                    |             | 3:43  |
| 2.     | I Sometimes Wish I Was Dead |             | 2:14  |
| 3.     | Puppets                     |             | 3:55  |
| 4.     | Boys Say Go!                |             | 3:03  |
| 5.     | Nodisco                     |             | 4:11  |
| 6.     | What's Your Name?           |             | 2:41  |
| 7.     | Photographic                |             | 4:44  |
| 8.     | Tora! Tora! Tora!           | Martin Gore | 4:34  |
| 9.     | Big Muff (instrumentální)   | Martin Gore | 4:20  |
| 10.    | Any Second Now (Voices)     |             | 2:35  |
| 11.    | Just Can't Get Enough       |             | 3:40  |

### LP/CD vUSA
1. „New Life“ (3:56)
2. „Puppets“ (3:57)
3. „Dreaming of Me“ (3:42)
4. „Boys Say Go!“ (3:04)
5. „Nodisco“ (4:13)
6. „What's Your Name?“ (2:41)
7. „Photographic“ (4:58)
8. „Tora! Tora! Tora!“ (4:24)
9. „Big Muff“ (4:21)
10. „Any Second Now (Voices)“ (2:33)
11. „Just Can't Get Enough“ (6:41)

### CD v UK (s bonusy)
1. „New Life“ (3:46)
2. „I Sometimes Wish I Was Dead“ (2:18)
3. „Puppets“ (3:58)
4. „Boys Say Go!“ (3:07)
5. „Nodisco“ (4:15)
6. „What's Your Name?“ (2:45)
7. „Photographic“ (4:44)
8. „Tora! Tora! Tora!“ (4:37)
9. „Big Muff“ (4:24)
10. „Any Second Now (Voices)“ (2:35)
11. „Just Can't Get Enough“ (3:44)
12. „Dreaming of Me“ (4:03) [tato verze nemizí do ztracena]
13. „Ice Machine“ (4:05) [tato verze nemizí do ztracena]
14. „Shout!“ (3:46)
15. „Any Second Now“ (3:08)
16. „Just Can't Get Enough (Schizo Mix)“ (6:44)

- Posledních 5 skladeb jsou bonusy.

## Singly
1. „Dreaming of Me“ (20. února 1981)
2. „New Life“ (13. června 1981)
3. „Just Can't Get Enough“ (7. září 1981)

- První ze singlů nebyl vůbec obsažen v původní verzi alba. Byl obsažen v Speak & Spell (po jeho úpravách; jako bonusová skladba) a v The Singles 81>85. Byl také v původní LP verzi v USA, namísto „I Sometimes Wish I Was Dead“.

## Účast na albu
- Depeche Mode:
  - Vince Clarke
  - Andrew Fletcher
  - Martin Gore
  - David Gahan

- Produkce: Depeche Mode, Daniel Miller
- Nahráno: Blackwing Studios, Londýn
- Technika: John Fryer, Eric Radcliffe
- Fotograf: Brian Griffin
- CDD Pre-Mastering: WCI Record Group
- Distributor: Warner Music
- Vydavatel: Mute Records